# Преступность в Гайане

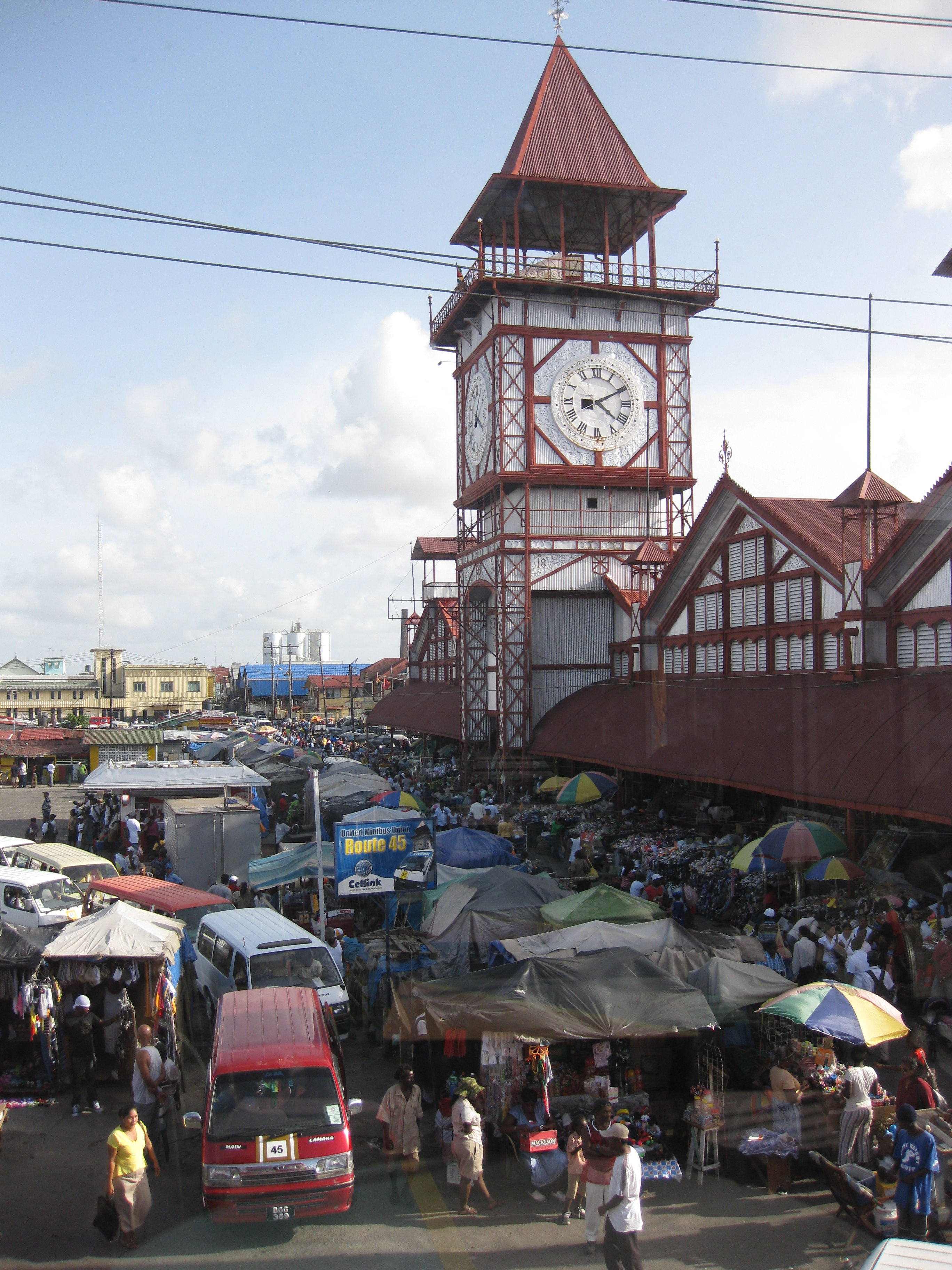
Рынок Стабрук, Джорджтаун.

Полиция Гайаны расследует преступность в Гайане.

## Преступления по типу

### Убийства
В 2012 году в Гайане уровень убийств составлял 17,0 на 100 000 населения. В Гайане в 2012 году было всего 135 убийств.

### Домашнее насилие
Домашнее насилие является проблемой во всех регионах Гайаны. Действие законов о бытовом насилии особенно слабое во внутренних районах, где у полиции нет столь сильного присутствия.
Общественные организации сообщают о широко распространённом мнении о том, что некоторые полицейские и магистраты могут подкупаться, чтобы дела о бытовом насилии «уходили». Правительство также не возбуждает уголовные дела по делам, в которых предполагаемая жертва или семья потерпевших согласилась отказаться от дела в обмен на денежную компенсацию вне суда. Общественные организации заявляют о необходимости создания специализированного Cемейного Cуда.

### Грабежи
Вооружённые грабежи происходят регулярно, особенно в бизнесе и торговых районах, особенно в столице — Джорджтауне. На национальном уровне в период с января по октябрь 2012 года было совершено 512 вооружённых грабежей (рост с 2011 года на 15 %).

## По местоположению

### Джорджтаун
В Джорджтауне области с высоким уровнем преступности включают Тайгер-Бэй, Албуйстоун, Софию, весь южный Джорджтаун, Бакстон и Агрикола. Грабежи — это ежедневное явление в районе рынка Стабрук. Ряд нападений произошёл в ботанических садах.